# Peerage van Ierland
Deze lijst bevat de peerage van Ierland die werden aangesteld door de koningen en koninginnen van Ierland voor de Acts of Union van 1800.

## Hertogen
1. De Hertog van Leinster 

Heraldische representatie van een Britse Hertogenkroon.

  - Maurice FitzGerald, 9de Hertog van Leinster
2. De Hertog van Abercorn 
  - James Hamilton, 5de Hertog van Abercorn

## Markiezen
1. De Markies van Waterford 

Heraldische representatie van een Britse Markiezenkroon.

  - John Beresford, 8ste Markies van Waterford
2. De Markies van Downshire   
  - Nicholas Hill, 9de Markies van Downshire
3. De Markies van Donegall   
  - Patrick Chichester, 8ste Markies van Donegall
4. De Markies van Headfort   
  - Christopher Taylour, 7de Markies van Headfort
5. De Markies van Sligo   
  - Jeremy Browne, 11de Markies van Sligo
6. De Markies van Ely   
  - Charles John Tottenham, 9de Markies van Ely
7. De Markies van Londonderry   
  - Frederick Aubrey Vane-Tempest-Stewart, 10de Markies van Londonderry
8. De Markies van Conyngham   
  - Henry Conyngham, 8ste Markies van Conyngham

## Graven
1. De Graaf van Cork en Orrery 

Heraldische voorstelling van een Britse Gravenkroon

  - John Boyle, 15de Graaf van Cork en Orrery
2. De Graaf van Westmeath 
  - William Nugent, 13de Graaf van Westmeath
3. De Graaf van Meath 
  - John Brabazon, 15de Graaf van Meath
4. De Graaf van Cavan
  - Roger Lambart, 13de Graaf van Cavan
5. De Graaf van Drogheda 
  - Derry Moore, 12de Graaf van Drogheda
6. De Graaf van Granard 
  - Peter Forbes, 10de Graaf van Granard
7. De Graaf van Darnley 
  - Adam Bligh, 11de Graaf van Darnley
8. De Graaf van Bessborough 
  - Myles Ponsonby, 12de Graaf van Bessborough
9. De Graaf van Carrick 
  - David Butler, 10de Graaf van Carrick
10. De Graaf van Shannon 
  - Richard Boyle, 9de Graaf van Shannon
11. De Graaf van Arran 
  - Arthur Gore, 9de Graaf van Arran
12. De Graaf van Courtown  
  - James Stopford, 9de Graaf van Courtown
13. De Graaf van Mexborough 
  - John Savile, 8ste Graaf van Mexborough
14. De Graaf van  Winterton 
  - David Turnour, 8ste Graaf van  Winterton
15. De Graaf van Kingston 
  - Robert King-Tenison, 12de Graaf van Kingston
16. De Graaf van Roden 
  - Robert Jocelyn, 10de Graaf van Roden
17. De Graaf van Lisburne 
  - John Vaughan, 8ste Graaf van Lisburne
18. De Graaf van Clanwilliam 
  - Patrick Meade, 8ste Graaf van Clanwilliam
19. De Graaf van Antrim
20. Alexander McDonnell, 9de Graaf van Antrim
21. De Graaf van Longford 
  - Thomas Pakenham, 8ste Graaf van Longford
22. De Graaf van Portarlington 
  - George Dawson-Damer, 7de Graaf van Portarlington
23. De Graaf van Mayo 
  - Charles Bourke, 11de Graaf van Mayo
24. De Graaf van Annesley 
  - Michael Annesley, 12de Graaf van Annesley
25. De Graaf van Enniskillen 
  - Andrew Cole, 7de Graaf van Enniskillen
26. De Graaf van Erne 
  - Henry Crichton, 6de Graaf van Erne
27. De Graaf van Lucan 
  - Richard Bingham, 7de Graaf van Lucan  (Doodverklaard bij afwezigheid])
    - Erfgenaam: George Bingham, 8ste Graaf van Lucan
28. De Graaf van Belmore 
  - John Lowry-Corry, 8ste  Graaf van Belmore
29. De Graaf van Castle Stewart
  - Arthur Stuart, 8ste Graaf van Castle Stewart
30. De Graaf van Donoughmore 
  - Richard Hely-Hutchinson, 8ste Graaf van Donoughmore
31. De Graaf van Caledon 
  - Nicholas Alexander, 7de Graaf van Caledon
32. De Graaf van Limerick 
  - Edmund Pery, 7de Graaf van Limerick
33. De Graaf van Clancarty 
  - Nicholas Le Poer Trench, 9de Graaf van Clancarty
34. De Graaf van Gosford 
  - Charles Acheson, 7de Graaf van Gosford
35. De Graaf van Rosse 
  - Brendan Parsons, 7de Graaf van Rosse
36. De Graaf van Normanton 
  - Shaun Agar, 6de Graaf van Normanton
37. De Graaf van Kilmorey 
  - Richard Needham 6de Graaf van Kilmorey
38. De Graaf van Listowel 
  - Francis Hare, 6de Graaf van Listowel
39. De Graaf van Norbury 
  - Richard Graham-Toler, 7de Graaf van Norbury
40. De Graaf van Ranfurly 
  - Gerald Knox, 7de Graaf van Ranfurly

## Burggraven
1. De Burggraaf van Gormanston 

Heraldische voorstelling van deen Britse Burggravenkroon

  - Jenico Preston, 17de Burggraaf van Gormanston
2. De Burggraaf van Mountgarret 
  - Piers Butler, 18de Burggraaf van Mountgarret
3. De Burggraaf van Valentia 
  - Francis Annesley, 16de Burggraaf van Valentia
4. De Burggraaf van Dillon 
  - Henry Dillon, 22ste Burggraaf van Dillon
5. De Burggraaf van  Massereene en Ferrard
  - John Skeffington, 14de Burggraaf van  Massereene en Ferrard
6. De Burggraaf van  Charlemont 
  - John Caulfeild, 15de Burggraaf van  Charlemont
7. De Burggraaf van Downe 
  - Richard Dawnay, 12de Burggraaf van Downe
8. De Burggraaf van Molesworth 
  - Robert Molesworth, 12de Burggraaf van Molesworth
9. De Burggraaf van Chetwynd 
  - Adam Chetwynd, 10de Burggraaf van Chetwynd
10. De Burggraaf van Midleton 
  - Alan Brodrick, 12de Burggraaf van Midleton
11. De Burggraaf van Boyne 
  - Gustavus Hamilton-Russell, 11de Burggraaf van Boyne
12. De Burggraaf van Gage 
  - Nicholas Gage, 8ste Burggraaf van Gage
13. De Burggraaf van Galway 
  - George Monckton, 12de Burggraaf van Galway
14. De Burggraaf van Powerscourt 
  - Mervyn Wingfield, 10de Burggraaf van Powerscourt
15. De Burggraaf van Ashbrook 
  - Michael Flower, 11de Burggraaf van Ashbrook
16. De Burggraaf van Southwell 
  - Pyers Southwell, 7de Burggraaf van Southwell
17. De Burggraaf van de Vesci 
  - Thomas Vesey, 7de Burggraaf van de Vesci
18. De Burggraaf van Lifford 
  - Edward Hewitt, 8ste Burggraaf van Lifford
19. De Burggraaf van Bangor 
  - William Ward, 8ste Burggraaf van Bangor
20. De Burggraaf van Doneraile 
  - Richard St Leger, 10de Burggraaf van Doneraile
21. De Burggraaf van Harberton 
  - Henry Pomeroy, 11de Burggraaf van Harberton
22. De Burggraaf van Hawarden 
  - Robert Maude, 9de Burggraaf van Hawarden
23. De Burggraaf van Monck 
  - Charles Monck, 7de Burggraaf van Monck
24. De Burggraaf van Gort 
  - Foley Vereker, 9de Burggraaf van Gort

## Baronnen
1. De baron van Kingsale 
  - Nevinson de Courcy, 36ste baron van Kingsale
2. De baron van Dunsany 
  - Randal Plunkett, 21ste baron van Dunsany
3. De baron van Trimlestown 
  - Raymond Barnewall, 21ste baron van Trimlestown
4. De baron van Dunboyne 
  - Richard Butler, 20ste/30ste baron van Dunboyne
5. De baron van Louth 
  - Jonathan Plunkett, 17de baron van Louth
6. De baron van Inchiquin 
  - Conor Myles John O'Brien, 18de baron van Inchiquin
7. De baron van Digby 
  - Edward Digby, 12de baron van Digby
8. De baron van Carbery 
  - Michael Evans-Freke, 12de baron van Carbery
9. De baron van Aylmer 
  - Julian Aylmer, 14de baron van Aylmer
10. De baron van Farnham 
  - Simon Maxwell, 13de baron van Farnham
11. De baron van Lisle 
  - Nicholas Lysaght, 9de baron van Lisle
12. De baron van Newborough 
  - Robert Wynn, 8ste baron van Newborough
13. De baron van Macdonald 
  - Godfrey Macdonald, 8ste baron van Macdonald
14. De baron van Kensington 
  - Hugh Edwardes, 8ste baron van Kensington
15. De baron van Massy 
  - David Massy, 10de baron van Massy
16. De baron van Muskerry 
  - Robert Deane, 9de baron van Muskerry
17. De baron van Sheffield,  Alderley en Eddisbury 
  - Thomas Stanley, 8ste Baron Stanley of Alderley, 7th Baron van Eddisbury, 8ste Sheffield
18. De baron van Kilmaine 
  - John Browne, 8ste baron van Kilmaine
19. De baron van Waterpark 
  - Frederick Cavendish, 7de baron van Waterpark
20. De baron van Graves 
  - Timothy Graves, 10de baron van Graves
21. De baron van Huntingfield 
  - Joshua Vanneck, 7de baron van Huntingfield
22. De baron van Rossmore 
  - William Westenra, 7de baron van Rossmore
23. De baron van Hotham 
  - Henry Hotham, 8ste baron van Hotham
24. De baron van Crofton 
  - Edward Crofton, 8ste baron van Crofton
25. De baron van ffrench 
  - Robuck ffrench, 8ste baron van ffrench
26. De baron van Henley en Northington
  - Oliver Eden, 8th Baron Henley|Olvier Eden, 8ste baron van Henley, 6de Baron van Northington
27. De baron van Langford 
  - Geoffrey Alexander Rowley-Conwy, 9de baron van Langford
28. De baron van Dufferin and Claneboye 
  - John Blackwood, 11de baron van Dufferin and Claneboye
29. De baron van Henniker  en Hartismere
  - Mark Henniker-Major, 9de baron van Henniker  en Hartismere
30. De baron van Ventry 
  - Andrew de Moleyns, 8ste baron van Ventry
31. De baron van Dunalley 
  - Henry Prittie, 7de baron van Dunalley
32. De baron van Clanmorris 
  - Simon Bingham, 8ste baron van Clanmorris
33. De baron van Ashtown 
  - Roderick Trench, 8ste baron van Ashtown
34. De baron van Rendlesham 
  - Charles Thellusson, 9de baron van Rendlesham
35. De baron van Castlemaine 
  - Roland Handcock, 8ste baron van Castlemaine
36. De baron van Decies 
  - Marcus Beresford, 7de baron van Decies
37. De baron van Garvagh 
  - George Canning, 5de baron van Garvagh
38. De baron van Talbot of Malahide
  - John Arundell, 10de baron van Talbot of Malahide
39. De baron van Carew 
  - Patrick Conolly-Carew, 7de baron van Carew
40. De baron van Oranmore en Browne en Mereworth 
  - Dominick Browne, 5de baron van Oranmore en Browne en Mereworth
41. De baron van Bellew 
  - Bryan Bellew, 8ste baron van Bellew
42. De baron van Fermoy 
  - Maurice Roche, 6de baron van Fermoy
43. De baron van Rathdonnell 
  - Thomas McClintock-Bunbury, 5de baron van Rathdonnell